# Honing (Norfolk)
Honing is een civil parish in het bestuurlijke gebied North Norfolk, in het Engelse graafschap Norfolk met 312 inwoners.